# Keude Punteut
Keude Punteut is een bestuurslaag in het regentschap Lhokseumawe van de provincie Atjeh, Indonesië. Keude Punteut telt 356 inwoners (volkstelling 2010).